# Gomesa doeringii
Gomesa doeringii är en orkidéart som först beskrevs av Frederico Carlos Hoehne, och fick sitt nu gällande namn av Guido Frederico João Pabst. Gomesa doeringii ingår i släktet Gomesa och familjen orkidéer. Inga underarter finns listade i Catalogue of Life.